# Exilarca
L'Exilarca (en hebreu: ראש גלות) (transliterat: Roix Galut) (en judeoarameu: ריש גלותא, Reix Galuta) (en català: "cap de l'exili") era el títol que se li donava, al líder secular de la comunitat jueva de Babilònia, a partir de la destrucció del Regne de Judà, i la deportació massiva dels hebreus, que fou realitzada pel rei babilònic Nabucodonosor II. L'origen del títol d'exilarca babilònic és encara incert, tanmateix se sap que només podien ser-ho personatges del llinatge davídic.

## Història
Mentre Babilònia va estar sota la dominació dels perses de l'Imperi Sassànida, els jueus residents van ser oprimits fins al punt que, sota el comandament del príncep (exilarca) Mar Zutra (segle vi), es van alçar en armes, i van aconseguir expulsar definitivament als perses de l'antiga ciutat de Mahuza. Durant 7 anys, l'exilarca va regnar sobre els hebreus, fins que les tropes del rei persa Kavad I, van prendre i van destruir la ciutat, en l'any 520. Mar Zutra va ser crucificat.
Quan els àrabs musulmans van conquerir la regió en el segle vii, el títol de "príncep jueu" de la diàspora, va recobrar la seva noblesa i rellevància. L'exilarcat va continuar existint fins al segle xi. L'exilarca era coronat mitjançant una suntuosa cerimònia, presidida per les màximes figures religioses, és a dir, els gueonim (directors) de les acadèmies talmúdiques de Sura, Pumbedita, i Nehardea. Aquests tenien la potestat per triar a l'exilarca.